# Cricotopus tremulus
Cricotopus tremulus är en tvåvingeart som först beskrevs av Carl von Linné 1758.  Cricotopus tremulus ingår i släktet Cricotopus och familjen fjädermyggor. Arten är reproducerande i Sverige. Inga underarter finns listade i Catalogue of Life.